# Dolomedes schauinslandi
Espèce
Synonymes
- Dolomedes huttoni Hogg, 1908
- Dolomedes trippi Hogg, 1908

Dolomedes schauinslandi est une espèce d'araignées aranéomorphes de la famille des Dolomedidae.

## Distribution
Cette espèce est endémique des îles Chatham en Nouvelle-Zélande,. Elle se rencontre sur Rangatira, Mangere et Houruakopara. Elle n'a pas été observée sur Rangiauria depuis 1908.

## Description

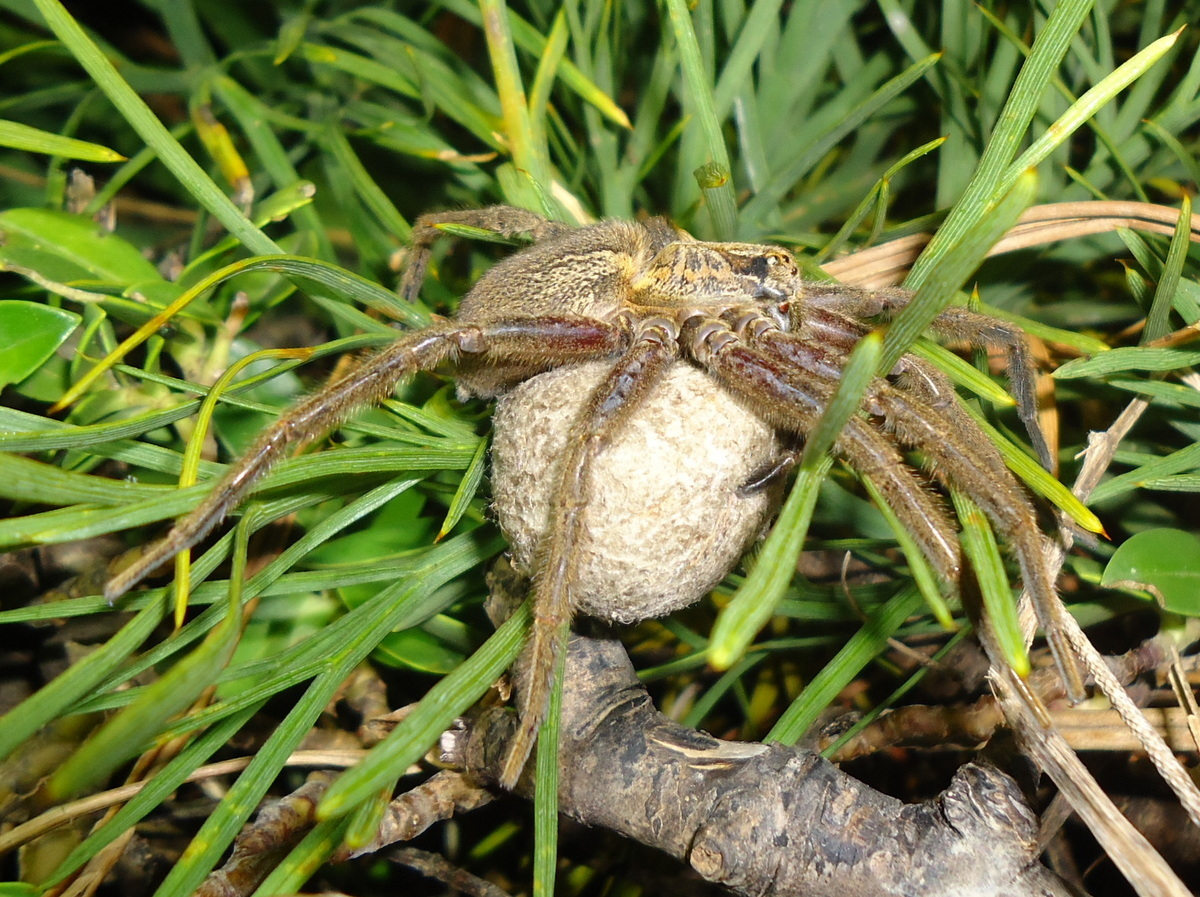
Dolomedes schauinslandi

La carapace de la femelle syntype mesure 13 mm de long sur 10,2 mm et l'abdomen 15 mm.
Les mâles mesurent de 18,63 à 26,0 mm et les femelles de 23,3 à 30,2 mm.

## Systématique et taxinomie
Cette espèce a été décrite par Simon en 1899.
Dolomedes huttoni et Dolomedes trippi ont été placées en synonymie par Vink et Duperré en 2010.

## Étymologie
Cette espèce est nommée en l'honneur de Hugo Hermann Schauinsland (1857–1937).

## Publication originale
- Simon, 1899 : « Ergebnisse einer Reine nach dem Pacific (Schauinsland 1896-1897). Arachnoideen. » Zoologische Jahrbücher. Abteilung für Systematik, Geographie und Biologie der Tiere, vol. 12, p. 411-437 (texte intégral).